# Andrena planirostris
Andrena planirostris är en biart som beskrevs av Morawitz 1876. Andrena planirostris ingår i släktet sandbin, och familjen grävbin. Inga underarter finns listade i Catalogue of Life.